# Hemis
Hemis ist ein Dorf im indischen Unionsterritorium Ladakh. Es liegt im Distrikt Leh, etwa 40 Kilometer südlich der Stadt Leh.

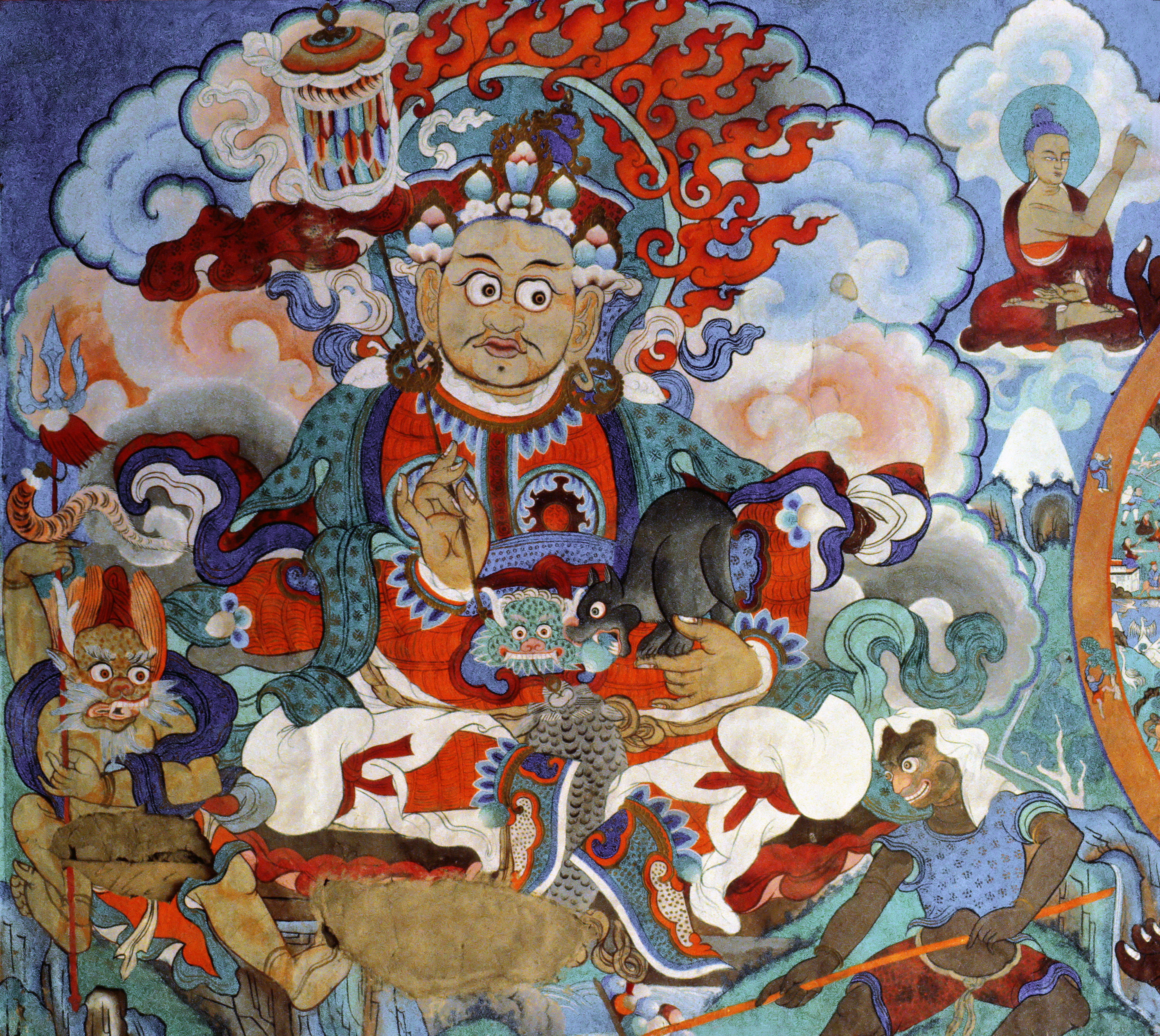
Wandmalerei in dem Kloster der Rotmützenmönche in Hemis

Hemis ist Sitz eines der ältesten und größten buddhistischen Klöster der Gegend (Hemis Gompa), die seit etwa 300 v. Chr. dort entstanden sind. Jenes Kloster wurde in Europa 1894 durch den von Elizabeth Clare Prophet, Swami Abhedananda und vielen anderen für authentisch gehaltenen Reisebericht eines russischen Journalisten namens Nikolai Notowitsch als angeblicher Zielort einer Wanderung Jesu Christi bekannt.
In Hemis findet jedes Jahr ein großes buntes Festival mit Maskeraden, Tänzen usw. statt, das viele Touristen anzieht. Seit 1981 ist die Region als Nationalpark und Tierschutzgebiet ausgewiesen, mit einer durchschnittlichen Höhe von über 3000 m.